# Mokradle (Wólka Pokłonna)
Mokradle – przysiółek wsi Wólka Pokłonna w Polsce, położony w województwie świętokrzyskim, w powiecie kieleckim, w gminie Raków. Do 31 grudnia 2016 była to samodzielna wieś.
W latach 1975–1998 przysiółek administracyjnie należał do województwa kieleckiego.